# Belgische kampioenschappen kunstschaatsen
De Belgische kampioenschappen kunstschaatsen zijn door de Koninklijke Belgische Kunstschaatsen Federatie (KBKF) georganiseerde kampioenschappen voor Belgische kunstschaatsers.

## Erelijst

### Solo
| Jaar     | Locatie            | Dames              | Heren                |                    |
| -------- | ------------------ | ------------------ | -------------------- | ------------------ |
| 1998-'99 | Liedekerke         | Dorothee Derroitte | Geen kampioenschap   |                    |
| 1999-'00 | Brussel            | Ellen Mareels      | Kevin Van der Perren |                    |
| 2000-'01 |                    | Ellen Mareels      | Kevin Van der Perren |                    |
| 2001-'02 |                    | Sara Falotico      | Kevin Van der Perren |                    |
| 2002-'03 | Leuven             | Ellen Mareels      | Kevin Van der Perren |                    |
| 2003-'04 | Deurne             | Sara Falotico      | Kevin Van der Perren |                    |
| 2004-'05 | Lommel             | Sara Falotico      | Geen kampioenschap   |                    |
| 2005-'06 | Leuven             | Kirsten Verbist    | Geen kampioenschap   |                    |
| 2006-'07 | Hasselt            | Isabelle Pieman    | Kevin Van der Perren |                    |
| 2007-'08 | Hasselt            | Barbara Klerk      | Geen kampioenschap   |                    |
| 2008-'09 | Lommel             | Barbara Klerk      | Geen kampioenschap   |                    |
| 2009-'10 | Luik               | Isabelle Pieman    | Jorik Hendrickx      |                    |
| 2010-'11 | Hasselt            | Ira Vannut         | Kevin Van der Perren |                    |
| 2011-'12 | Deurne             | Isabelle Pieman    | Kevin Van der Perren |                    |
| 2012-'13 | Deurne             | Kaat Van Daele     | Geen kampioenschap   |                    |
| 2013-'14 | Luik               | Kaat Van Daele     | Geen kampioenschap   |                    |
| 2014-'15 | Lommel             | Kaat Van Daele     | Jorik Hendrickx      |                    |
| 2015-'16 | Maaseik            | Geen deelnemers    | Jorik Hendrickx      |                    |
| 2016-'17 | Lommel             | Loena Hendrickx    | Jorik Hendrickx      |                    |
| 2017-'18 | Liedekerke         | Loena Hendrickx    | Geen kampioenschap   |                    |
| 2018-'19 | Leuven             | Loena Hendrickx    | Geen kampioenschap   |                    |
| 2019-'20 | Wilrijk            | Naomi Mugnier      | Geen kampioenschap   |                    |
| 2020-'21 | Geen kampioenschap | Geen kampioenschap | Geen kampioenschap   | Geen kampioenschap |
| 2021-'22 | Leuven             | Loena Hendrickx    | Geen kampioenschap   |                    |
| 2022-'23 | Mechelen           | Loena Hendrickx    | Geen kampioenschap   |                    |
| 2023-'24 | Mechelen           | Nina Pinzarrone    | Christopher Lison    |                    |

### Paren
| Jaar | Locatie | Paar                               |
| ---- | ------- | ---------------------------------- |
| 1944 |         | Micheline Lannoy & Pierre Baugniet |
| 1945 |         | Micheline Lannoy & Pierre Baugniet |
| 1946 |         | Micheline Lannoy & Pierre Baugniet |
| 1947 |         | Micheline Lannoy & Pierre Baugniet |

American football · Atletiek (indoor · outdoor · 10 km · 1/2 marathon · marathon · veldlopen · meerkamp) · Autosport (rally) · Badminton · Basketbal (heren · dames) · Baseball · Beachvolleybal · Biljart (driebanden) · Dammen · Futsal · Gymnastiek (acro · trampoline) · Handbal (heren · dames) · Hockey (heren · dames) · IJshockey · Korfbal (zaal · veld) · Krachtbal · Kunstschaatsen · Motorcross (trial · zijspan) · Schaatsen · Schaken · Snooker · Squah · Strandvoetbal · Triatlon (sprint · middenafstand · olympische afstand · mixed relay · ploegen · cross) · Voetbal (heren · dames) · Waterskiën (racing) · Volleybal (heren · dames) · Wielrennen (tijdrijden · weg · piste · gravel · veld · mountainbike · BMX) · Zaalhockey (heren · dames) · Zaalvoetbal